# London Docklands
London Docklands – angielski klub siatkarski z Londynu. Założony został w 1994 roku. Obecnie zespół występuje w najwyższej klasie rozgrywek klubowych w Anglii.

## Historia
Klub London Docklands Volleyball został założony w 1994 roku. Początkową zespół nosił nazwę Crofton Sportswearhouse. Od sezonu 2000/2001 występuje jako London Docklands. Pierwszy tytuł mistrza Anglii zdobył w sezonie 2006/2007.
Przed sezonem 2017/2018 klub London Docklands połączył się z klubem Richmond VB, tworząc Richmond Docklands.

## Sukcesy
- Mistrzostwa Anglii:
  -  2007
  -  2002, 2003, 2005, 2006
  -  2004, 2010, 2022
- Puchar Anglii:
  -  2003, 2007, 2022